# Libsyn
Libsyn (en: Liberated Syndication) är en distributionstjänst som tillhandahåller fri bandbredd till personer och företag inom poddradio.
Libsyn har varit pionjärer inom poddbranschen och är något som de flesta poddare känner till. Förutom fri bandbredd erbjuds RSS-generering, statistik och arkivering av media.